# Berthe Bertsch
Pour les articles homonymes, voir Bertsch.
Berthe Bertsch est une pasteure d'Alsace, née le 23 mars 1904 à Mittelwihr (Haut-Rhin) et décédée le 10 décembre 1988 à Strasbourg. Elle est la première femme à avoir été ordonnée pasteure au sein de l’Église réformée d'Alsace et de Lorraine, en 1930.

## Famille
Anne Berthe Bertsch est la fille d’un pasteur luthérien, Georges Bertsch (1874-1938). Ce-dernier a suivi des études de théologie à Strasbourg et Berlin, avant d’occuper des fonctions de vicaire à Printzheim puis Colmar ; des fonctions de pasteur à Mittelwihr puis Ribeauvillé ; et enfin des fonctions d’aumônier à Strasbourg.

## Études
En 1920, Berthe Bertsch fait partie d'un groupe de quatre jeunes filles qui étudient la théologie à la faculté de théologie protestante de Strasbourg. Elle en est diplômée en 1928. Elle poursuit ensuite ses études à Genève par une dernière année de théologie. Durant toutes ses études, elle reçoit une formation identique à celle des hommes.

## Carrière
Berthe Bertsche est ordonnée pasteure de l’Église réformée d'Alsace et de Lorraine le 23 mars 1930, au temple Saint-Étienne de Mulhouse, alors qu'elle a 26 ans. C’est la première femme ainsi ordonnée en France. Cette tolérance nouvelle de la part de l’Église réformée vient en partie de la pénurie pastorale au lendemain de la Grande Guerre,. Toutefois, ce droit s’accompagne de certaines restrictions, dont l’obligation du célibat pour les femmes pasteures. Berthe Bertsch est contrainte de renoncer à ses fiançailles pour suivre sa vocation.
Elle effectue son vicariat à Mulhouse de 1929 à 1931, où elle semble être appréciée. Le président du consistoire de Mulhouse, dans une lettre de 1929 écrit que « L’impression qu’a fait Mlle Bertsch a été des plus favorables. […] Les sermons de Mlle Bertsch sont très logiques. Sa voix aussi porte bien… Elle fait aussi les casuels… Les visites à domicile, surtout chez les malades et les vieux, sont très appréciées… ».
Elle effectue un second vicariat à Bischwiller (Bas-Rhin). Puis elle rejoint la paroisse de Steinseltz où elle exerce pendant quarante et un ans. Pendant la Seconde Guerre mondiale, de 1939 à 1940, elle est détachée à Oradour-Saint-Genest, en Haute-Vienne, pour s’occuper des Alsaciens protestants qui y étaient évacués, aidant ainsi la Résistance.
Berte Bertsch est titularisée en décembre 1938. Sa carrière ne s’est pas déroulée sans critiques et regards hostiles de la part d’autres acteurs du monde protestant. Un exemple notable de cette hostilité est le rapport rendu par certains pasteurs avoisinants au moment de sa titularisation. Ce rapport cherchait à démontrer l’incapacité des femmes à occuper des telles fonctions, notamment à cause de leur faible résistance physique, de leurs émotions ou encore de leur célibat,.